# ليليان كوك
ليليان كوك (بالإنجليزية: Lillian Cook)‏ هي ممثلة أمريكية، ولدت في 16 مايو 1898 في هت سبرينغز في الولايات المتحدة، وتوفيت في 14 مارس 1918 في نيويورك في الولايات المتحدة.

## وصلات خارجية
- ليليان كوك على موقع IMDb (الإنجليزية)
- ليليان كوك على موقع قاعدة بيانات الفيلم (الإنجليزية)